# Езёранский, Ян

Герб Езиора

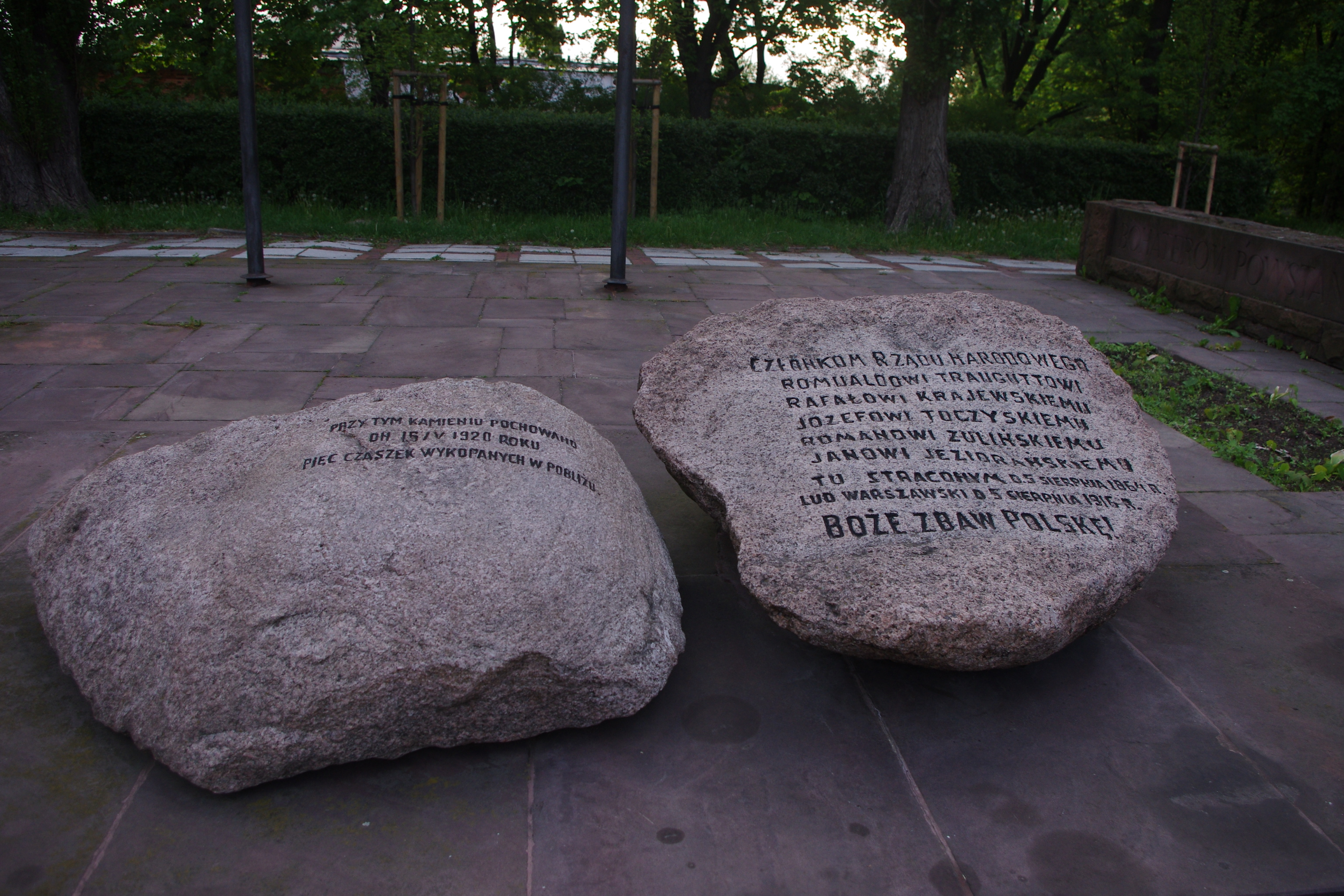
Символический мемориальный камень казненным членам Национального польского правительства в парке им. Траугутта в Варшаве

Ян Юзеф Бартоломей Езёра́нский (пол. Jan Jeziorański, 24 августа 1835, Люблин, Люблинская губерния Царства Польского — 5 августа 1864, Варшава) — польский революционер, член Жонда народового (Национального польского правительства) во время польского восстания (1863).
Двоюродный брат Антония Езёранского, также активного участника и одного из лидеров восстания.
В 1857 году жалован потомственным дворянским достоинством Царства Польского. До начала восстания работал ревизором в управлении доходов. Член Городской организации Варшавы. После начала восстания 1863 года избран директором департамента связи в Национальном правительстве повстанцев.
Ночью 10/11 апреля 1864 был арестован вместе с несколькими другими членами правительства. Находился в заключении под судом в Варшавской цитадели. Приговорён к смертной казни через повешение, и повешен вместе с членами польского подпольного правительства: Ромуальдом Траугуттом, Романом Жулиньским, Рафалом Краевским и Юзефом Точиским.